# 長野県立蓼科高等学校
もしかして
- 長野県蓼科高等学校

ではありませんか？